# Carl Pereswetoff-Morath
Carl Pereswetoff-Morath (även Carl (von) Moraht, Carl Pereswetoff von Moraht), född 1665 (eller 1664) i Västmanland, död 29 december 1736, var en svensk generalmajor och pietist.

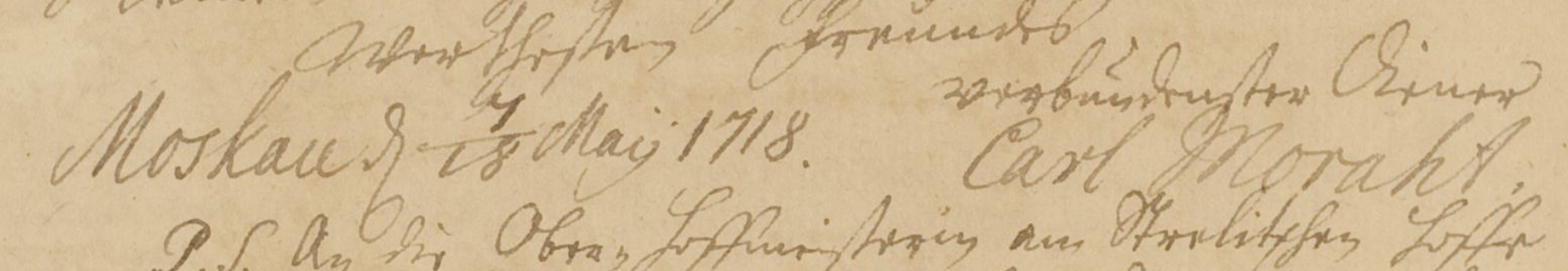
Carl Pereswetoff-Moraths underskrift (”Carl Moraht”), Moskva 1718

## Livet i Stormaktstidens Sverige
Pereswetoff-Morath var son till kommendanten på Nyenskans överste Alexander Pereswetoff-Morath och dennes hustru Barbara Möller samt dotterson till Sveriges första envoyéer i Moskva, Johan Möller och Catharina Stopia. Han tillbringade sannolikt sin barndom i Ingermanland men blev 1681 volontär vid Livgardet. Större delen av 1680- och 1690-talet tjänstgjorde han i svenska förband på kontinenten, bl.a. under Pfalziska tronföljdskriget, då han deltog i försöken att undsätta Namur samt i slaget vid Steenkerque 1692.  Han återvände till Ingermanland i början av Stora nordiska kriget och blev 23 maj 1701 överstelöjtnant vid Åbo läns fördubblingskavalleriregemente, för vilket han 17 augusti 1703 blev överste och chef. Med sitt regemente var han verksam på den ingermanländska fronten och slog vid flera tillfällen ryska dragonförband, bland annat vid Luska/Laukas by där den ryske regementsbefälhavaren tillfångatogs och där Pereswetoff-Moraths uppträdande av militärhistoriker betecknats som särskilt ”behjärtat”. Pereswetoff-Morath hade befälet över kavalleriet i det under 1704 belägrade Narva och tog del i operationer för att föra undsättningsstyrkor till staden men togs till fånga då Narva föll 10 augusti 1704.

## Fånge i Moskva
Pereswetoff-Morath fördes med övriga fångna officerare från Narva till Moskva, dit de anlände i december 1704. Tiden i rysk fångenskap, från vilken han återvände först i maj 1722, tycks främst ha tillbringats i Moskva. Där satt han en tid i ett särskilt svårt fängelse, i vilket han besöktes av kapten Carl von Roland i en episod som återberättats av bland andra Frans G. Bengtsson och Lars Widding. Jämte ytterligare tre fångna svenska överstar – Nils Hjelm, Anders Ramsvärd och Lorentz Löschern von Hertzfelt – hade Pereswetoff-Morath gått i borgen för två svenska officerare – överste Fritz Wachtmeister och överstelöjtnant Magnus von Brömssen – som fått tillstånd att resa till Sverige för att försöka utväxlas mot två fångna ryska generaler. Då de inte kom tillbaka kastades borgensmännen i december 1713 på tsar Peters order i »ett styggt fängelse» dit ingen utom vaktunderbefälet »wid lifsstraff» släpptes in. Förklädd till fältskär lyckades von Roland tre gånger under våren 1714 ta sig in till dem för att ge dem pengar och förmedla brev hem till Sverige.
| ”                                                                                     | [Jag] gick så fram i mörkret och ledde mig jemte lafwen, tils jag råkade stöta på bordet. Då fick jag först se liuset skymta, som förr uti mörkret icke syntes förmedelst dunsten och qwalmen af jorden. Då frågade jag på swenska: Är någon här inne? Hwem i Guds namn är det, sade herr öfwersten Ramsvärd, som låg uti sängen på lafwen, så wäl som de andre uti hwar sin säng, nemligen 2:ne på hwar sida om gången och det lilla bordet, som stod midt emellan. [– – – Vid tredje besöket svor bland andra Ramsvärd att] om han någonsin får träffa herr öfverstelieutenant Broms [von Brömssen], skulle han hugga honom i stycken. | „ |
| – Carl von Roland. Minnen från fångenskapen i Ryssland och Carl XII:s krig, sid 33–34 | |   |

Pereswetoff-Moraths fängelsetid i Moskva, hans position mellan en rysk och en svensk identitet samt hans pietistiska tankevärld har även inspirerat en romans av den ryska författaren och översättaren Ekaterina Tjevkina. Under fångenskapen i Moskva blev nämligen Pereswetoff-Morath i likhet med många andra fångna officerare pietist och underhöll täta brevkontakter med August Hermann Francke och andra Hallepietister men också med sina trosfränder i Tobolsk. Han tillhörde efter sin hemkomst de mest aktiva inom rörelsen i Sverige, men vann redan på hemresan över Finland sin gamle ingermanländske krigskamrat Carl Gustaf Armfeldt för Hallepietismen. Särskilt skulle han bli verksam för att sprida pietismen i Norrland. I detta arbete verkade han också med prosten Nils Grubb för undervisning av samerna i kristendomen. Han vände sig starkt mot att de lärare som myndigheterna sände ut tvingade samerna att lära sig svenska, därför att de var för lata för att själva lära sig samiska.

## Under Frihetstiden
Efter Stora nordiska kriget försökte de svensk-ryska så kallade bajorfamiljerna, till vilken ätten Pereswetoff-Morath hörde, utverka kompensation från staten för de gods de förlorat i Ingermanland genom freden i Nystad. I väntan på kompensation bad de om arrendegods i rikets östra delar. Kung Fredrik I förhöll sig i princip positivt till detta och menade att dessa familjer ”och öfversten Morath i synnerhet” borde få sådana arrenden. 10 november 1721 utnämndes Pereswetoff-Morath till generalmajor vid infanteriet, men i likhet med många återkomna officerare under de nya fredsförhållandena fick han tjänst under sin rang som överste och chef för Västerbottens regemente den 17 december 1723. I Norrland fann han att ”den gode Guden ännu en gång fört mig till en ort där jag inte saknar tillfälle att tjäna honom”. Under tiden som överste i Piteå kom han som Västerbottens ledande militär i tät konflikt med landshövdingen Jacob Grundel, även denne generalmajor. Grundels försök att av regeringen utverka högre värdighet än Pereswetoff-Morath, som bland annat anklagade landshövdingen för försnillning, bedrägeri, utpressning och bondeplågeri, ledde inte till några resultat. Ett särskilt tydligt tecken på aversionen från Pereswetoff-Moraths sida var att han förbjöd sina soldater att göra honnör och skyldra gevär för landshövdingen. Pereswetoff-Morath dog såvitt känt är ogift på sin post.